# Titting
Titting è un comune-mercato di 2 685 abitanti, situato nel Land tedesco della Baviera.